# Skrzyżowanie wielopoziomowe

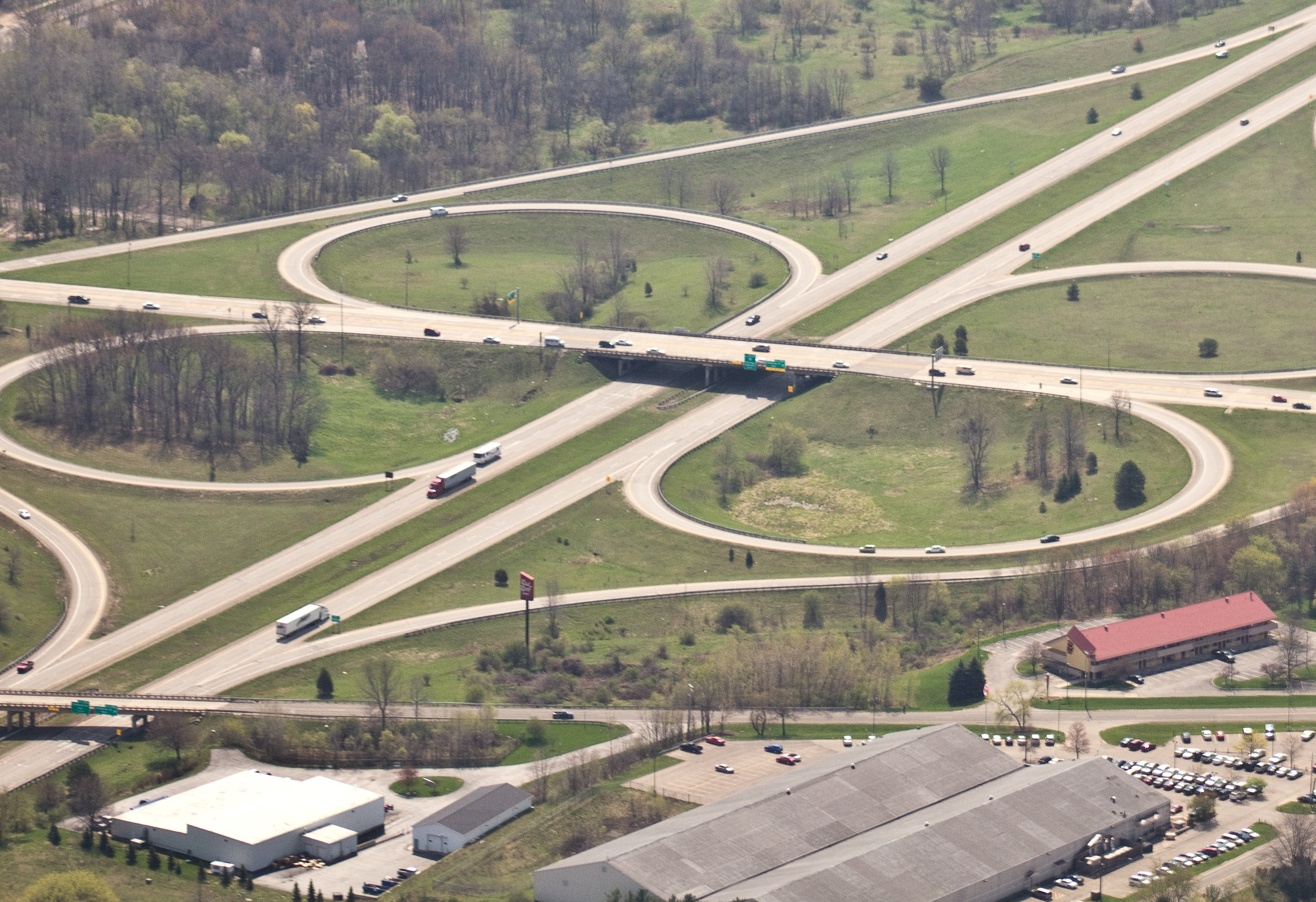
Węzeł drogowy łączący drogi krzyżujące się na różnych poziomach

Skrzyżowanie wielopoziomowe – krzyżowanie się lub połączenie dróg publicznych na różnych poziomach, zapewniające pełną lub częściową możliwość wyboru kierunku jazdy (węzeł drogowy) lub krzyżowanie się dróg na różnych poziomach, uniemożliwiające wybór kierunku jazdy (przejazd drogowy).